# Робинсон, Тереза Альбертина Луиза
Тереза Альбертина Луиза Робертсон, урождённая фон Якоб (англ. Therese Albertine Luise Robinson; 26 января 1797, Галле — 13 апреля 1870, Гамбург) — германо-американская писательница, переводчица и лингвист немецкого происхождения, вторая жена историка-богослова Эдварда Робинсона.

## Биография и творчество
Тереза Альбертина Луиза фон Якоб родилась 26 января 1797 года в Галле (Германия). Её отец, Генрих фон Якоб, был профессором Галльского университета, а в 1801—1804 годах — его ректором. В 1807 году семья переехала в Россию, где Генрих фон Якоб был избран профессором Харьковского университета на кафедру дипломатики и политической экономии. В России Тереза Альбертина начала изучать славянские языки. Она также владела рядом других живых и мёртвых языков и интересовалась фольклором. Когда ей исполнилось девятнадцать лет, семья вернулась в Германию.
В 1821 году Тереза Альбертина Луиза фон Якоб перевела на немецкий язык несколько произведений Вальтера Скотта и опубликовала под псевдонимом «Эрнст Бертхольд». Следующей её публикацией стал перевод сборника сербских народных песен, также изданный под псевдонимом — «Talvj» (по первым буквам имени и фамилии). Этот перевод получил благоприятные отзывы критиков; в частности, его хвалил Гёте. Впоследствии Тереза Альбертина Луиза использовала псевдоним «Talvj» для работ на немецком языке, а для публикаций на английском — «Talvi».
В 1828 году она вышла замуж за Эдварда Робинсона, теолога из США, и поселилась вместе с ним в Андовере (штат Массачусетс). В Америке она продолжала заниматься литературной деятельностью, публикуя статьи по лингвистике и фольклору в различных журналах. Кроме того, она интересовалась этнологией и языками коренного населения Америки и перевела на немецкий язык «Essay in a Uniform Orthograpthy for the Indian languages of North America». Помимо немецкого, она писала и на английском языке.
В 1840 году супруги Робинсон переехали в Нью-Йорк, где Эдвард Робинсон стал преподавателем Нью-Йоркской теологической семинарии. Дом Робинсонов вскоре стал местом встречи европейских и американских писателей и интеллектуалов. В 1840 году Тереза Робинсон вступила в полемику вокруг поэм Оссиана, доказывая, с опорой на лингвистический анализ, что это фальсификация авторства Макферсона. В 1850 году она опубликовала свой первый роман, «Heloise», затем, в 1853 году, — «Die Auswanderer».
После смерти мужа в 1853 году Тереза Альбертина Луиза Робинсон вернулась в Германию и умерла в Гамбурге 13 апреля 1879 года. Последний её роман и сборник рассказов были изданы посмертно.